# Заря (модул)
Заря (на руски: Заря́) познат и като Функционален товарен блок (Функционально-грузовой блок, FGB) е първият изстрелян модул на Международната космическа станция (МКС). Заря осигурява електричество, складово пространство и е ръководна точка за първоначалните етапи от изграждането на МКС. След като бъдат скачени другите по-специализирани модули, Заря ще се използва основно за складово пространство. Модулът произхожда от космически кораб ТКС, проектиран за руската космическа програма Салют.
Името „Заря“ е дадено на модула, тъй като той бележи зарята на нова ера на сътрудничеството в космоса.

## Конструкция
Модулът е собственост на САЩ, но е построен в периода 1994-1998 г. в Москва, Русия. Заря е част от плана за замяна на сделката с Локхийд Мартин за Bus-1, защото е много по-евтин ($220 милиона срещу $450 милиона за проекта на Локхийд). Като част от договора, компания Хруничев построява част от идентичен модул (наричан FGB-2) с цел продължение на проекта. Това е предложение към множество проекти като, евентуална замяна на кораба Прогрес, Скачващ и складиращ модул, Универсален скачващ модул или независима космическа станция.
Модулът има три отсека за скачване: по един на двата края и един страничен. Към края на 2008 г. към задния порт е скачен модулът Звезда, към предния – т.нар. Херметизиран адаптер за скачване, който го съединява с модула Юнити, а страничният отсек се използва за скачване на космически кораби Союз и Прогрес. През 2010 г. се очаква на страничния възел да бъде скачен руският Товарен модул за скачване, с което изграждането на руския сегмент на МКС ще бъде завършено.

## Изстрелване и полет
Заря е изстреляна с руската ракета Протон от космодрума Байконур в Казахстан на 20 ноември 1998 г. Предполагаемият живот на модула е поне 15 години.
След като е изстреляна Заря, на 4 декември 1998 с полет STS-88 е изстрелян и американския модул Юнити, който се свързва с руския модул. Изстрелването на руския обслужващ модул Звезда закъснява с близо две години. Изстрелян е чак на 12 юли 2000 г. и е скачен на 26 юли.
Първоначално модулът има проблеми с презареждането на батериите, но впоследствие са решени. В перспектива може да има нужда да се постави допълнителна защитна обвивка за предпазване от микрометеорити – сегашната не отговаря на изискванията за модул на МКС, и за нея е било направено изключение преди изстрелването.
Заря прави 50 000-та си обиколка в 15:17 UTC. на 14 август, 2007 по време на мисия STS-118.